# Rassco (Jeruzalém)

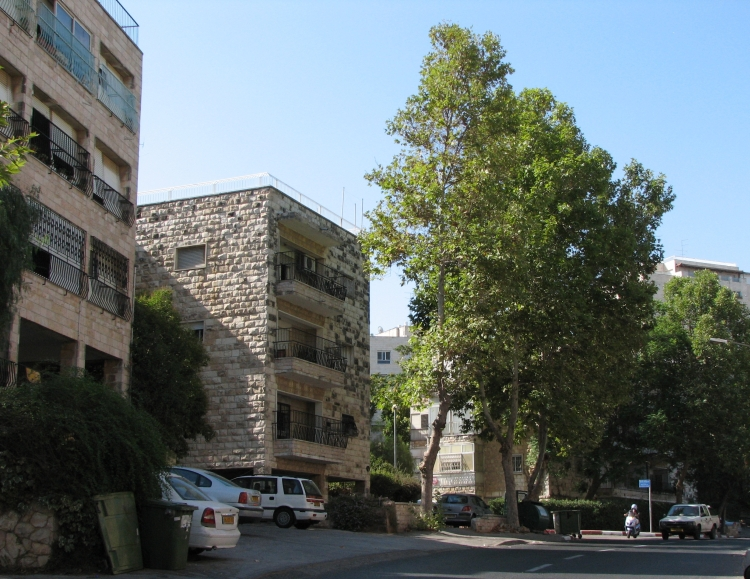
Zástavba v čtvrti Rassco, ulice Rechov David Šim'oni

Rassco (hebrejsky: רסקו‎, Rasko, též Šikun Rassco, שיכון רסקו‎, oficiálně Giv'at ha-Veradim, גבעת הורדים, doslova Růžový vrch) je městská čtvrť v jihozápadní části Jeruzaléma v Izraeli.

## Geografie
Leží v nadmořské výšce cca 750 metrů, cca 3 kilometry jihozápadně od Starého Města. Na východě s ní sousedí čtvrť Giv'at Oranim, na východě a jihu jednotlivé části čtvrtě Katamon, na severovýchodě Kirjat Šmu'el, severu Neve Granot a Najot a na západě Giv'at Mordechaj. Terén je zvlněný, prudce se zařezávající do údolí vádí Nachal Rechavja, které směřuje k jihozápadu. Hlavní silniční komunikací je ulice ha-Rav Herzog, zástavba čtvrti je soustředěna podél ulic Rechov David Šim'oni a Rechov Černichovski Populace čtvrti je židovská.

## Dějiny
Vznikla roku 1951. Pojmenována je podle stavební společnosti Rassco, která prováděla stavbu. Obyvatelstvo je sekulární a nábožensky sionistické. V blízkosti se nachází Jeruzalémská botanická zahrada.